# Jean Urbain Grisot
Jean Urbain Grisot (* um 1710 in Chancey, Franche-Comté; † 13. April 1772 in Besançon) war ein französischer katholischer Theologe.
Grisot zeichnete sich schon früh durch große Neigung zu den Wissenschaften und mildes Wesen aus. Nach Vollendung seiner theologischen Studien erhielt er die Weihen und wurde Dorfpfarrer. Der Erzbischof von Besançon, Antoine Pierre II. de Grammont, lernte ihn bei einer Revision kennen, ahnte seinen Wert und beförderte ihn zu einem der Leiter seines Seminars. Grisot wurde bald dessen Seele, indem er den jungen Theologen überall beratend und belehrend zur Seite stand und sich des Unterrichts eifrig annahm. Voll Bescheidenheit schlug er jede höhere Stelle aus, die ihm angeboten wurde. Auch bei der Veröffentlichung seiner Werke war er zu bescheiden, um seinen Namen zu nennen.

## Schriften
- Lettre à un ministre protestant, au sujet d’une abjuration, Besançon 1765
- Histoire de la vie publique de Jésus-Christ, tirée des quatre évangélistes, avec des réflexions et une règle de vie pour se sanctifier dans le clergé, 2 Bände, Besançon 1765
- Lettre à un protestant sur le cène du Seigneur ou la divine eucharistie, Besançon 1767
- Histoire de la sainte jeunesse de Jésus-Christ, tirée de l’Evangile, avec des maximes chrétiennes et une règle de vie pour les jeunes gens, 2 Bände, Besançon 1769
- Histoire de la vie souffrante et glorieuse de Jésus-Christ, dès la dernière pâque jusqu’à son ascension au ciel, avec des réflexions et une règle de vie pour se sanctifier dans le monde, 2 Bände, Besançon 1770
- Lettre à une dame sur le culte que les catholiques rendent à Jésus-Christ dans l’eucharistie, Besançon 1770
- Cantiques spirituels, öfters gedruckt

Außerdem hinterließ Grisot mehrere Werke handschriftlich, z. B. 4 Bände Predigten und eine Dissertation sur l’origine de la confrérie du Scapulaire.